# Jakėnai (okręg olicki)
Jakėnai − wieś na Litwie, zamieszkana przez 21 ludzi, w rejonie orańskim.